# پرمیا
پرمیا (به ایتالیایی: Premia) یک کومونه در ایتالیا است که در استان وربانو-کوزیو-اوسولا واقع شده‌است.

## خصوصیات
پرمیا ۸۸٫۷ کیلومترمربع مساحت و ۶۱۴ نفر جمعیت دارد و ۸۰۰ متر بالاتر از سطح دریا واقع شده‌است.